# Aragón Musical
Aragón Musical es un colectivo fundado por Sergio Falces, David Chapín y Beatriz Pitarch. Está formado por miembros de grupos musicales y medios de comunicación agrupados en un proyecto que trata de reafirmar y expandir el panorama musical aragonés.
La entidad cuenta con un portal de internet del mismo nombre “Aragón Musical”.
Este medio de comunicación multimedia se ha convertido en un punto de encuentro de grupos musicales de cualquier estilo, así como de distintas entidades, instituciones, y, en general, supone una foto de la realidad musical de Aragón.

## Premios de la Música Aragonesa Aragón Musical
Como asociación organiza, desde 1999, cada año los “Premios de la Música Aragonesa Aragón Musical”. Estos premios se deciden por votación popular, ya que existe un período de votación durante el cual el público puede votar al Grupo con Mayor Proyección, pero además, los nominados al premio son elegidos, en parte, por el propio público, ya que quien lo desee puede añadir propuestas a las categorías que se presentan por parte de la organización. Además de la votación popular existe un jurado, que emite su voto una vez cerrado el plazo de propuestas.
Los nominados y ganadores de la mayoría de categorías son elegidos por los conocidos como “Académicos de los Premios de la Música Aragonesa”. Más de un centenar de personas implicadas en la cultura aragonesa. Además se conceden unos premios especiales que son fruto de la propia organización de los Premios de la Música Aragonesa Aragón Musical.
En el año 2016 tuvo lugar la edición 17.ª de los Premios de la Música Aragonesa Aragón Musical. Salen adelante gracias al apoyo en forma de patrocinio de instituciones públicas y privadas. La gala lleva realizándose desde 2008 en el Teatro Principal de Zaragoza. Suele ser durante el mes de marzo. También se ha celebrado en el Auditorio de Zaragoza, la sala Oasis, El Centro Cívico Delicias, la sala Superfly (antes En Bruto), La Casa del Loco y la Morrissey (en su primera edición).